# Podział administracyjny Tadżykistanu
Tadżykistan jest podzielony na 3 obwody administracyjne (wilajety) oraz jeden okręg autonomiczny. Stolica państwa Duszanbe posiada specjalne uprawnienia obwodu.
| Wilajet                           | ISO 3166-2 | Stolica     | Pow. (km²) | Pop. (2000) | Klucz |
| --------------------------------- | ---------- | ----------- | ---------- | ----------- | ----- |
| sogdyjski                         | TJ-SU      | Chodżent    | 26,100     | 1,870,000   | 1     |
| Wilajet Administrowany Centralnie | TJ-RR      | Duszanbe    | 28,400     | 1,338,000   | 2     |
| chatloński                        | TJ-KT      | Kurgonteppa | 24,600     | 2,150,000   | 3     |
| Górski Badachszan                 | TJ-BG      | Chorog      | 63,700     | 206,000     | 4     |
|                                   |            |             |            |             |       |
| mapa podziału administracyjnego   |            |             |            |             |       |